# B'Lao
B'Lao (phát âm: "bờ-lao") là một phường thuộc tỉnh Lâm Đồng, Việt Nam.

## Địa lý
Phường B'Lao có vị trí địa lý:
- Phía đông giáp xã Bảo Lâm 2
- Phía tây giáp phường 3 Bảo Lộc
- Phía nam giáp xã Bảo Lâm 3
- Phía bắc giáp phường 1 Bảo Lộc và 2 Bảo Lộc

Phường B'Lao có diện tích 33,72 km², dân số năm 2022 là 51.538 người, mật độ dân số đạt 1.528 người/km².

## Lịch sử
Trước đây, B'Lao là thị trấn huyện lỵ của huyện Bảo Lộc, tỉnh Lâm Đồng.
Ngày 11 tháng 7 năm 1994, Chính phủ ban hành Nghị định số 65-CP về việc giải thể thị trấn B'Lao để thành lập 3 phường: 1, 2 và B'Lao:
- Thành lập Phường 1 trên cơ sở 300 hécta diện tích tự nhiên và 16.328 nhân khẩu.
- Thành lập Phường 2 trên cơ sở 300 hécta diện tích tự nhiên và 17.353 nhân khẩu.
- Thành lập phường B'Lao trên cơ sở phần còn lại là 400 hécta diện tích tự nhiên và 19.329 nhân khẩu.

Ngày 8 tháng 4 năm 2010, Chính phủ ban hành Nghị quyết số 19/NQ-CP về việc thành lập thành phố Bảo Lộc thuộc tỉnh Lâm Đồng. Phường B'Lao trực thuộc thành phố Bảo Lộc.
Ngày 16 tháng 6 năm 2025, Ủy ban Thường vụ Quốc hội ban hành Nghị quyết số 1671/NQ-UBTVQH15 về việc sắp xếp các đơn vị hành chính cấp xã của tỉnh Lâm Đồng năm 2025 (có hiệu lực từ ngày 16 tháng 6 năm 2025). Trong đó, hợp nhất các phường Lộc Sơn và xã Lộc Nga vào phường B'Lao.